# Парзау
Парзау (нем. Parsau) — община в Германии, в земле Нижняя Саксония.
Входит в состав района Гифхорн. Подчиняется управлению Броме. Население составляет 1865 человек (на 31 декабря 2010 года). Занимает площадь 29,33 км².
Коммуна подразделяется на 4 сельских округа.
| Год  | Население |
| ---- | --------- |
| 1990 | 1488      |
| 1995 | 1842      |
| 2000 | 1937      |
| 2005 | 1946      |
| 2010 | 1889      |